# Бжезіни (Олеський повіт)
Бжезіни (пол. Brzeziny) — село в Польщі, у гміні Прашка Олеського повіту Опольського воєводства.
Населення — 316 осіб (2011).
У 1975—1998 роках село належало до Ченстоховського воєводства.

## Демографія
Демографічна структура станом на 31 березня 2011 року:
|          | Загалом | Допрацездатний вік | Працездатний вік | Постпрацездатний вік |
| -------- | ------- | ------------------ | ---------------- | -------------------- |
| Чоловіки | 152     | 28                 | 107              | 17                   |
| Жінки    | 164     | 30                 | 87               | 47                   |
| Разом    | 316     | 58                 | 194              | 64                   |